# Wincenty Elsner
Wincenty Aleksander Elsner (ur. 3 stycznia 1955 w Radomiu) – polski informatyk, przedsiębiorca i polityk, poseł na Sejm VII kadencji, od 2016 do 2021 wiceprzewodniczący Sojuszu Lewicy Demokratycznej.

## Życiorys
Jest absolwentem Instytutu Cybernetyki Technicznej Politechniki Wrocławskiej. W latach 1980–1981 był członkiem NSZZ „Solidarność”. Po studiach pracował w ośrodkach informatycznych Akademii Medycznej we Wrocławiu oraz Akademii Ekonomicznej we Wrocławiu. Następnie związał się z sektorem prywatnym. Był właścicielem Zakładu Wytwarzania Urządzeń Technicznych, potem współpracował ze spółdzielnią mieszkaniową „Polmed”, później zaczął prowadzić firmę „Info Media”, świadczącą usługi poligraficzne i internetowe.
W wyborach w 2011 kandydował do Sejmu RP z 1. miejsca listy Ruchu Palikota w okręgu wyborczym nr 3 we Wrocławiu. Uzyskał mandat poselski, otrzymując 15 969 głosów (3,22% głosów oddanych w okręgu). Został członkiem Komisji Finansów Publicznych oraz wiceprzewodniczącym Komisji Innowacyjności i Nowoczesnych Technologii. W październiku 2013, w wyniku przekształcenia Ruchu Palikota, został działaczem partii Twój Ruch. 26 września 2014 wraz z grupą posłów opuścił to ugrupowanie. 30 października tego samego roku przystąpił do klubu poselskiego Sojuszu Lewicy Demokratycznej. W 2015 nie ubiegał się o poselską reelekcję. 23 stycznia 2016 został wiceprzewodniczącym SLD, pełnił tę funkcję do 2021. W wyborach samorządowych w 2018 bezskutecznie kandydował do sejmiku dolnośląskiego. W wyborach w 2019 wystartował do Sejmu z listy SLD.

## Życie prywatne
Jest żonaty z Ewą, ma troje dorosłych dzieci. Mieszka na osiedlu Muchobór Mały we Wrocławiu.